# Copa SheBelieves 2023
La Copa SheBelieves 2023 fue la octava edición de este torneo amistoso de fútbol femenino. Se llevó a cabo en Estados Unidos del 16 al 22 de febrero y participaron las selecciones de Brasil, Canadá, Estados Unidos (defensor del título) y Canadá.
Tras ganar todos sus partidos, Estados Unidos ganó sus sexta Copa SheBelieves y cuarta consecutiva.

## Equipos
| Equipo         | FIFA Rankings (diciembre de 2022) |
| -------------- | --------------------------------- |
| Estados Unidos | 1                                 |
| Canadá         | 6                                 |
| Brasil         | 9                                 |
| Japón          | 11                                |

## Organización

### Sedes
| Orlando                  | Frisco           | Nashville        |
| ------------------------ | ---------------- | ---------------- |
| Exploria Stadium         | Toyota Stadium   | Geodis Park      |
| Capacity: 25.500         | Capacity: 20.500 | Capacity: 30.000 |
|                          |                  |                  |
| Orlando Frisco Nashville |                  |                  |

### Formato
Los cuatro equipos participantes jugarán un todos contra todos. Los puntos obtenidos en la fase de grupos seguirán la fórmula estándar de tres puntos para una victoria, un punto para un empate y cero puntos para una derrota.

## Resultados
| Pos. | Equipo                | Pts. | PJ | G | E | P | GF | GC | Dif. |
| ---- | --------------------- | ---- | -- | - | - | - | -- | -- | ---- |
| 1    | Estados Unidos (H, C) | 9    | 3  | 3 | 0 | 0 | 5  | 1  | +4   |
| 2    | Japón                 | 3    | 3  | 1 | 0 | 2 | 3  | 2  | +1   |
| 3    | Brasil                | 3    | 3  | 1 | 0 | 2 | 2  | 4  | −2   |
| 4    | Canadá                | 3    | 3  | 1 | 0 | 2 | 2  | 5  | −3   |

 Fuente: Soccerway

### Partidos
| 16 de febrero de 2023, 16:00 (UTC-5) | Japón | 0-1     | Brasil      | Exploria Stadium, Orlando, Florida                 |                                                    |
|                                      |       | Reporte | Debinha 72' | Asistencia: 6.453 espectadores Árbitra: Tori Penso | Asistencia: 6.453 espectadores Árbitra: Tori Penso |

| 16 de febrero de 2023, 19:00 (UTC-5) | Estados Unidos  | 2-0     | Canadá | Exploria Stadium, Orlando, Florida                    |                                                       |
|                                      | Swanson 7', 34' | Reporte |        | Asistencia: 14.697 espectadores Árbitra: Katia García | Asistencia: 14.697 espectadores Árbitra: Katia García |

| 19 de febrero de 2023, 14:30 (UTC-6) | Estados Unidos | 1-0     | Japón | Geodis Park, Nashville, Tennessee                        |                                                          |
|                                      | - Swanson 45'  | Reporte |       | Asistencia: 25.471 espectadores Árbitra: Myriam Marcotte | Asistencia: 25.471 espectadores Árbitra: Myriam Marcotte |

| 19 de febrero de 2023, 17:30 (UTC-6) | Brasil | 0-2     | Canadá                   | Geodis Park, Nashville, Tennessee                          |                                                            |
|                                      |        | Reporte | - Gilles 31' - Viens 71' | Asistencia: 6.502 espectadores Árbitra: Ekaterina Koroleva | Asistencia: 6.502 espectadores Árbitra: Ekaterina Koroleva |

| 22 de febrero de 2023, 15:00 (UTC-6) | Canadá | 0-3     | Japón                                        | Toyota Stadium, Frisco, Texas                           |                                                         |
|                                      |        | Reporte | - Seike 26' - Hasegawa 41' (pen.) - Endo 77' | Asistencia: 6.975 espectadores Árbitra: Danielle Chesky | Asistencia: 6.975 espectadores Árbitra: Danielle Chesky |

| 22 de febrero de 2023, 18:00 (UTC-6) | Estados Unidos               | 2-1     | Brasil        | Toyota Stadium, Frisco, Texas                                  |                                                                |
|                                      | - Morgan 45+2' - Swanson 63' | Reporte | - Ludmila 90' | Asistencia: 17.784 espectadores Árbitra: Marie-Soleil Beaudoin | Asistencia: 17.784 espectadores Árbitra: Marie-Soleil Beaudoin |

|                                   |
| Bandera de Estados Unidos         |
| Campeón Estados Unidos 6.º título |

## Goleadoras
4 goles
- Mallory Swanson

1 gol
- Debinha
- Ludmila
- Vanessa Gilles
- Évelyne Viens
- Jun Endo
- Yui Hasegawa
- Kiko Seike
- Alex Morgan